# 今日の香港、明日の台湾

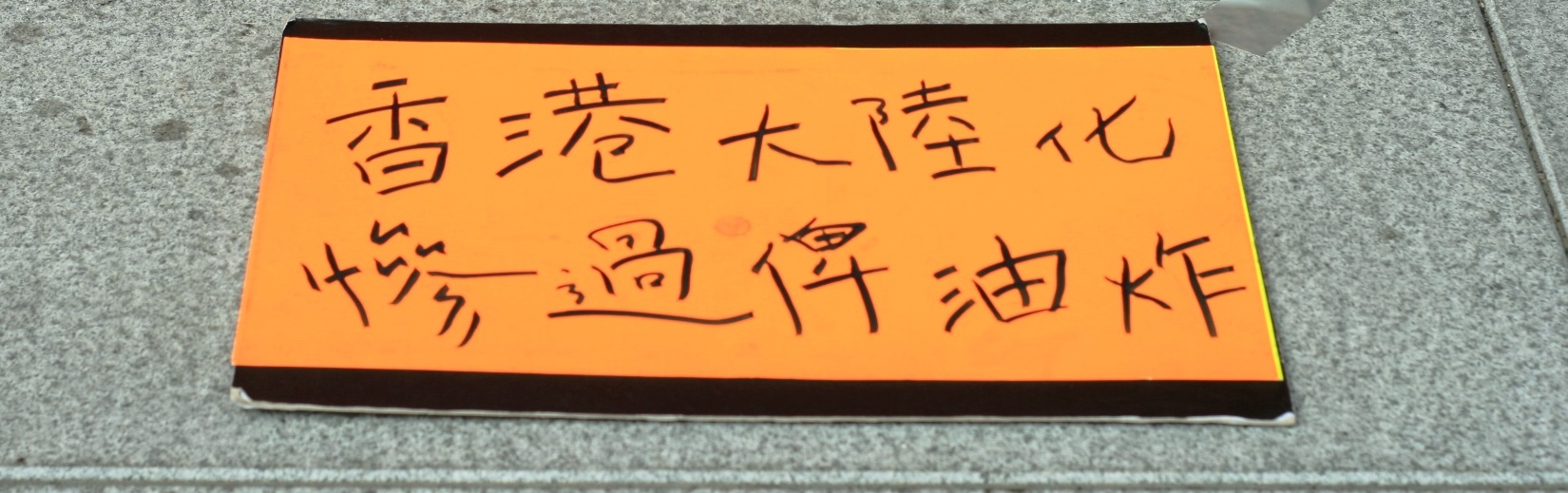
香港人の中国大陸への抗議の標語

今日の香港、明日の台湾（きょうのほんこんあすのたいわん、繁体字中国語: 今日香港，明日臺灣）は、2014年4月に台湾で起こったひまわり学生運動で掲げられたスローガンの1つ。その後、香港と台湾の運命共同体意識を表すスローガンともなった。また、民主化以前の中華民国においては、（当時の中国大陸と台湾より相対的に民主的な社会であった）香港に対してのポジティブな意識を表す表現でもあった。

## 概要
スローガンの指す「香港」とは、返還後の香港の政治及び経済的な状況を指している。つまり、中国共産党政府と香港政府の間で結ばれた中国本土・香港経済連携緊密化取決めにより、香港の経済は向上した一方で中国本土へ経済的な依存が進んだ事実と、海峡両岸サービス貿易協定が台湾にもたらしうる「中国化」すなわち──賃金の強制的な下落、資産のバブル化、貧富の差の拡大、中国資本の浸透に起因する政策への間接的な影響、本土・香港間の各分野における対立といった、返還後の香港が経験した悪影響──に対して警戒すべきだというものである。
月刊誌『七十年代』の元編集者である李怡は、「今日の香港、明日の台湾」という言葉のここ30年間に渡る意味合いの変遷と、返還後17年を経た香港と民主化した台湾を比較して、次のように述べた：「台湾における政治的民主主義は精彩を欠き、経済発展においても大陸や香港と比べて遅れている。だが、台湾の市民社会は徐々に改善され、自己認識を強めている。これは、香港の市民社会と政府機関が中国共産党と大陸人の侵食の下で大きく後退しているのとは対照的である。」。
台湾の「ひまわり運動」には香港人からのFacebookメッセージが多数寄せられたうえ、香港のニュース報道を席巻し、この運動を支持、共感する香港人の主な表現を表した。しかし、香港中文大学学生連合会の会長である張秀賢は、「今日の台湾、明日の香港」の標語は2014年に台湾で起きた「ひまわり運動」のスローガンから派生したもので、、台湾人が香港の現状を警告として挙げた後は、香港の社会運動が「今日の台湾、明日の香港」になる可能性がかなり高いと考えており、香港は台湾の「ひまわり運動」をモデルにして、占拠の準備をすることができるとしている。 ひまわり運動の原因となった「海峡両岸サービス貿易協定」は、香港人に中国本土・香港経済連携緊密化取決め（CEPA）に対する負の感情を思い出させ、香港を台湾の先例にしてしまった。
大公報は、香港の野党が（台湾のひまわり運動をモデルに）「今日は台湾、明日は香港」と言って、香港の立法会を占拠すると脅したと報じた。曾志豪は、香港を示範部隊に例え、本土の所有者に取り戻された後、本来の人権、自由、法治の掛け軸を「社会主義中国を愛する」というスプレーペイントに変え、「台湾は過去の香港に影響を与える示範部隊になり」、香港人は自分たちで戦い、「今日の台湾、明日の香港」になることを期待していた。
同年、香港では2014年香港佔領立法會事件が発生した。
一方、蔡英文は2019年-2020年香港民主化デモを追い風にしたにも関わらず香港人の亡命者の受け入れに消極的なことには香港人から批判の声もある。

## 今日のウクライナ、明日の台湾
2022年ロシアのウクライナ侵攻が起こると、「今日のウクライナ、明日の台湾」（繁体字中国語: 今日烏克蘭，明日台灣）という言葉もまた、台湾のネット上で広がりを見せた。これは、ひまわり学生運動で使われた「今日の香港、明日の台湾」に由来する。中華民国総統の蔡英文はこの論調を受け、米台関係と米宇関係の違いなどを挙げた上で「ウクライナと台湾は違う」と強調するに至った。